# Sympistis jenniferae
Sympistis jenniferae là một loài bướm đêm thuộc họ Noctuidae. Nó được tìm thấy ở New Mexico.
Sải cánh dài khoảng 33 mm.